# Marcel De Falco
Marcel De Falco est un footballeur français né le 6 janvier 1962 à Marseille.

## Biographie
Attaquant, Marcel De Falco est formé à l'Olympique de Marseille, où il signe un contrat d'aspirant à l'été 1978. En 1979 il remporte la Coupe Gambardella avec l'OM. En 1980 il signe un contrat stagiaire. Il joue 82 matches avec son club formateur et marque onze buts en quatre saisons. Avec l'équipe de France espoirs, il dispute le Tournoi de Toulon en 1981.
En 1983 il rejoint le Paris Saint Germain où il ne joue que quatre matchs avec l'équipe première.
Arrivé au Stade lavallois en 1984, il y remporte la Coupe de la Ligue.

## Carrière
- 1972-1974 : USM St Loup
- 1976-1977 : USPEG Marseille
- 1978-1983 : Olympique de Marseille[4]
- 1983-1984 : Paris SG[5],[6]
- 1984-1985 : Stade lavallois
- 1985-1986 : US Orléans
- 1986-1986 : AS Béziers
- 1986-1988 : FC Valence
- 1988-1989 : Stade ruthénois
- 1989-1992 : Endoume Marseille
- 1992-1998 : SO Cassis

## Palmarès
- Vainqueur de la Coupe de la Ligue en 1984 avec le Stade lavallois
- Vainqueur de la Coupe Gambardella en 1979 avec l'Olympique de Marseille